# Eduard Alexander van Beinum
Eduard Alexander van Beinum (Arnhem, 3. rujna 1901. – Amsterdam, 13. travnja 1959.), nizozemski dirigent i violinist. 

## Životopis
Violinu je naprije učio kod svojeg brata, a klavir kod F. Hillera; sa 16 godina je postao članom orkestra u Arnheimu. 1918. – 1921.  studirao na konzervatoriju u Amsterdamu. Od 1921. do Drugog svjetskog rata zborovođa "Toonkunsta" u Schiedamu, dirigent "Toonkunsta" i orkestralnog društva u Zutphenu, dirigent "Haarlemsche Orkest Vereeningnig" u Harlemu, od 1931. dirigent "Concertgebouwa" u Amsterdamu. Nakon Drugog svjetskog rata poduzeo je s tim orkestrom više turneja u raznim europskim gradovima. Od 1948. do 1949. bio je dirigent u Londonskoj filharmoniji, a od 1956. Filharmonijom u Los Angelesu. Poznat je kao interpret Brucknerove glazbe.